# Línea Liúblinskaya (Metro de Moscú)

Trayecto de la línea Liúblinskaya del Metro de Moscú.

La línea Liublinsko-Dmitrovskaya (del ruso: Любли́нско-Дми́тровская ли́ния), también referida como la línea 10, es una línea del Metro de Moscú. Fue conocida como línea Liúblinskaya (del ruso: Любли́нская ли́ния) antes de 2007. En primer lugar se abrió en 1995 y actualmente se encuentra en proceso de ser ampliada por el centro y hacia el norte. La línea cuenta con 38 kilómetros de vía y 26 estaciones.

## Historia
| Tramo                                    | Inauguración             | Longitud |
| ---------------------------------------- | ------------------------ | -------- |
| Chkalovskaya – Volzhskaya                | 28 de diciembre de 1995  | 12.1 km  |
| Volzhskaya – Marino                      | 25 de diciembre de 1996  | 5.4 km   |
| Dubrovka                                 | 11 de diciembre de 1999  | N/A      |
| Chkalovskaya – Trubnaya                  | 30 de agosto de 2007     | 3.7 km   |
| Sretensky Bulvar                         | 29 de diciembre de 2007  | N/A      |
| Trubnaya – Maryina Roshcha               | 19 de junio de 2010      | 3.5 km   |
| Maryino – Zyablikovo                     | 2 de diciembre de 2011   | 4.5 km   |
| Maryina Roshcha – Petrovsko-Razumovskaya | 16 de septiembre de 2016 | 4.4 km   |
| Petrovsko-Razumovskaya – Seligerskaya    | 22 de marzo de 2018      | 4.9 km   |
| Seligerskaya - Fiztej                    | 7 de septriembre de 2023 | 5.6 km   |
| Total:                                   | 26 estaciones            |          |

## Transbordos
| # | Transbordo a                      | En                                  |
| - | --------------------------------- | ----------------------------------- |
| 1 | Línea Sokolnicheskaya             | Sretensky Bulvar                    |
| 2 | Línea Zamoskvoretskaya            | Zyablikovo                          |
| 3 | Línea Arbatsko-Pokrovskaya        | Chkalovskaya                        |
| 5 | Línea Koltsevaya                  | Chkalovskaya                        |
| 6 | Línea Kaluzhsko-Rizhskaya         | Sretensky Bulvar                    |
| 7 | Línea Tagansko-Krasnopresnenskaya | Krestyanskaya Zastava               |
| 8 | Línea Kalininskaya                | Rimskaya                            |
| 9 | Línea Serpujovsko-Timiriázevskaya | Trubnaya, Petrovsko-Razumovskaya    |
| 5 | Línea Gran Circular               | Marina Roshcha, Pechatniki          |
| 5 | Monorriel                         | Fonvizinskaya                       |
| 9 | Línea Circular Central            | Okruzhnaya, Dubrovka, Kozhujovskaya |

- Datos: Q582194
- Multimedia: Lyublinsko-Dmitrovskaya Line / Q582194